# Sunneryd
Sunneryd är en by i Ödeshögs kommun, Östergötland. Sunneryd är en av de 19 byar som räknas till Stavabygden.
Sunneryd omfattar 3/4-dels mantal och har en areal av 129 hektar.
I norr gränsar Sunneryd till Skrädeberg, i öster till Kushult och Rossholmen, i söder till Näteryd och Hårstorp. I väster ligger Vättern. Genom Sunneryd gick den gamla landsvägen mellan Stockholm och södra Sverige, kallad Västra Holavedsvägen. 
Här har kungar passerat på sin Eriksgata.

## Älvsborgs lösen
Första gången Sunneryd är nämnt är i samband med Älvsborgs lösen 1571. Anders i Sunneryd kunde redovisa två lispund koppar, fyra kor, fyra ungnöt, sex får, 12 getter, fyra svin och en häst.  En tiondel av detta värde skulle han erlägga i skatt för Sveriges lösen av Elfsborgs fästning.

## Om kartmaterial
Kartor över Sunneryd har upprättats dels vid den geometriska ägoavmätningen 1638 dels vid en arealavmätning år 1700, som är mycket rik på detaljer. Bland annat fanns en numera raserad skans utmed den gamla landsvägen mellan Stockholm och södra Sverige. Detta pass vid Skansen på Sunneryds marker skall ha varit försett med portar av järn. Här passerade också Daniel Rantzau med sin danska trupp under den så kallade Rantzaus räd.
Domböckerna från 1600-talet visar att skansen byggdes under hertig Johans tid.
Hustomten låg i väster en bit från landsvägen i norra delen av byn.

## Skiftesförrättningar
Vid storskiftet 1789 och ännu vid laga skiftet 1848 låg husen fortfarande kvar på sin gamla plats. På 1870-talet fanns endast något hus kvar på byns gamla husplan.

## Torp

### Äskefällan
Äskefällan, sannolikt byggt på 1600-talet, låg med två åkrar i skogen i sydväst nära Hårstorp. Väster om torpet låg en domarring. Den fanns kvar fram till strax före 1850. 

### Knektetorpet
Knektetorpet var ett soldattorp som låg längst i norr strax väster om landsvägen intill gränsen mot Skrädeberg.
I soldattorpet har minst 13 indelta soldater bott oftast med familjer.
Den förste var troligen Jan Jansson Jööl, som bodde där 1681. Den siste var Claes Edvard Ryd som bodde här till 1902.

### Pellalyckan
Pellalyckan var ett torp som låg vid Skansen på östra sidan av landsvägen (Holavedsvägen). Den första som bodde här var troligen Maja Nilsdotter, som varit piga hos bonden Lars Larsson i Sunneryd och fått torpet av sin husbonde sedan hon blivit med barn.

### Sedergrens torp
Sedergrens torp låg utmed Holavedsvägen, omedelbart söder om soldattorpet. Det är omnämnt både vid storskiftet 1789 och vid laga skiftet 1848. Åkern låg på västra sidan om vägen och husen låg troligen först på västra sidan om vägen, senare på den östra sidan. Jonas Sedergren var född 1725 och hade varit soldat för Öninge. Han kom med sin familj till Sunneryd omkring 1770. Jonas dog 1806.

### Vesterlingslyckan
Vesterlingslyckan låg ett par hundra meter söder om soldattorpet, på västra sidan om Holavedsvägen. Lars Vesterlind (Vesterling), hade tidigare varit ryttare för Narbäck.

### Lars Pers lycka
Lars Pers lycka låg på västra sidan av Holavedsvägen ungefär 200 meter söder om soldattorpet. Namnet kommer från Lars Persson, född 1794, torparson från Skrapegården i Ödeshög. Hans hustru hette Sara Lena Svensdotter Porslin, född 1814, soldatdotter från Porsarp. De gifte sig 1845, Lars Persson dog 1849. Sara Lena dog som fattighjon 1894.